# Вікнянська сільська громада (Тернопільська область)
Вікнянська сільська громада — колишня об'єднана територіальна громада в Україні, у Гусятинському районі Тернопільської области. Адміністративний центр — с. Вікно.
Площа громади — 137,5 км², населення — 3740 мешканців (2018).
15 травня 2019 року утворена шляхом об'єднання Вікнянської, Зеленівської, Калагарівської, Красненської та Саджівецької сільських рад Гусятинського району.
12 червня 2020 року громада була ліквідована і увійшла до Гримайлівської селищної громади.

## Населені пункти
До складу громади входили 10 сіл:
- Вікно
- Волиця
- Зелене
- Калагарівка
- Козина
- Красне
- Крутилів
- Паївка
- Саджівка
- Ставки